# Gertruda Saská
Gertruda Saská (18. dubna 1115 – 18. dubna 1143) byla bavorská a saská vévodkyně a rakouská markraběnka.
Gertruda byla jedinou dcerou saského vévody a pozdějšího císaře Svaté říše římské Lothara III. a jeho manželky Richenzy Northeimské. 29. května 1127 byla Gertruda provdána za bavorského vévodu Jindřicha Pyšného, s nímž měla syna Jindřicha Lva. Po smrti Lothara III. roku 1137 manželé získali saský vévodský titul. O dva roky později nový saský vévoda zemřel. 1. května 1142 se pak ovdovělá Gertruda vdala za rakouského markraběte Jindřicha II. z rodu Babenberků.
Zemřela rok po svatbě při porodu dcery Richardis a byla pohřbena v klášteře Klosterneuburg. Od 13. století je pochována v klášteře Heiligenkreuz